# Старосольський Ігор Володимирович

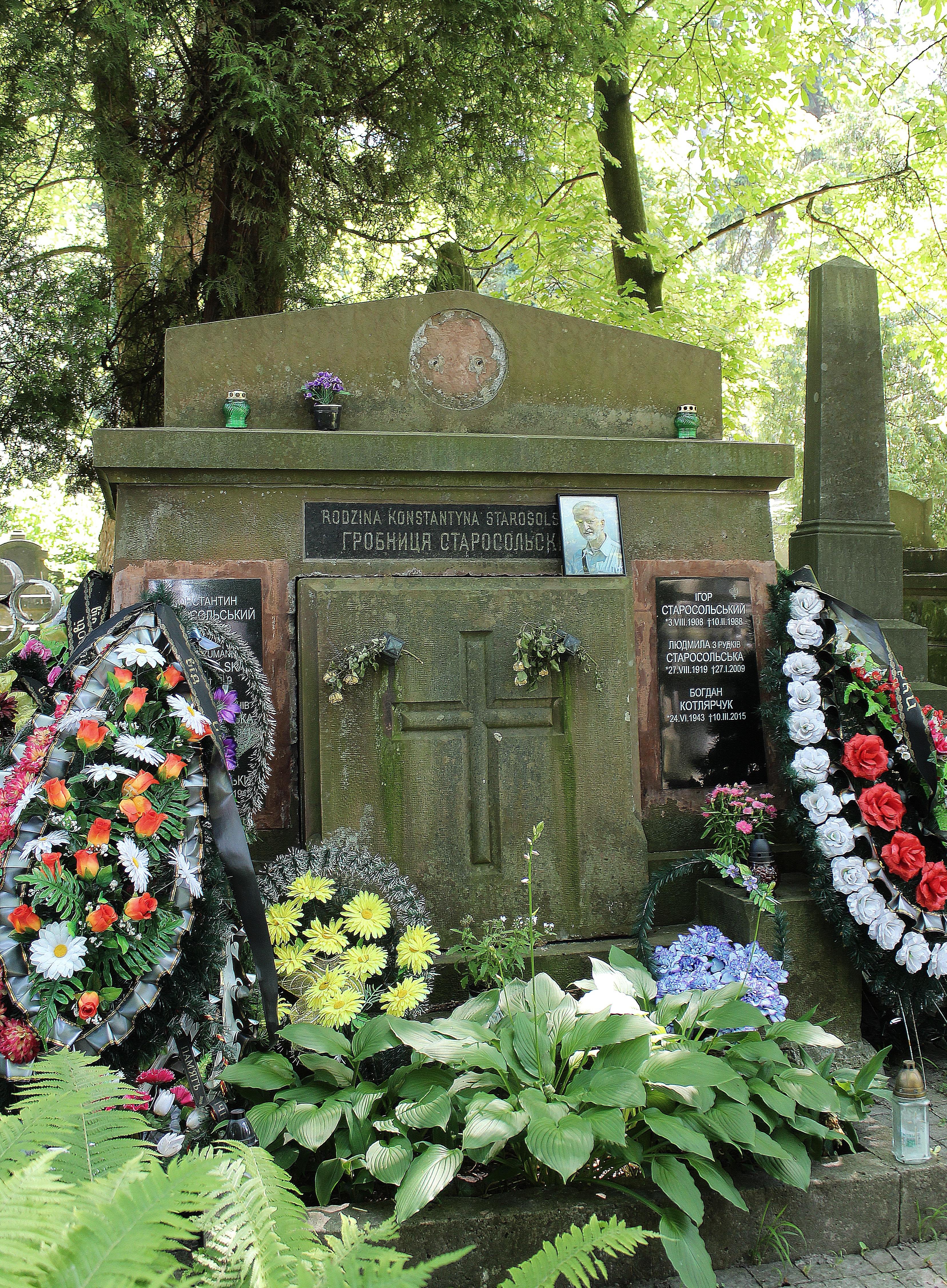

Ігор Володимирович Старосольський (3 серпня 1908, Львів — 10 лютого 1988, там само) — український архітектор, реставратор, політичний в'язень.

## Біографія
Народився у Львові в родині адвоката Володимира Старосольського і піаністки Дарії з Шухевичів. Навчався у Львівській академічній гімназії. Член «Пласту». Захоплювався музикою, грав на віолончелі. 1938 року закінчив архітектурний факультет Львівської політехніки. Працював в архітектурному бюро Ярослава Філевича. 1940 року разом із родиною вивезений на поселення у Казахстан. 1946 року повернувся до Львова. Працював асистентом професора Івана Багенського на кафедрі архітектурного проектування. Писав дисертацію. 
Заарештований 1950 року за «український буржуазний націоналізм», перебував у тюрмах і таборах Сизрані, Усть-Каменогорська, Караганди і Норільська. 1956 року вийшов на волю. Реабілітований, однак поновитись у Політехніці не зміг. Прийнятий до Спілки архітекторів. 1957 року організовує у Львові реставраційні майстерні (значно пізніше реорганізовані в Інститут «Укрзахідпроектреставрація»). Очолював науково-дослідний і проектний напрямки роботи майстерень. 1974 року вийшов на пенсію. Проживав у Львові на вулиці Бічній Личаківській, а незадовго до виходу на пенсію оселився у новій квартирі на вулиці Тролейбусній. Помер у Львові, похований на Личаківському цвинтарі, поле № 59.

## Роботи
- Адміністративний будинок у Бібрці. Спроєктований у бюро Івана Філевича (1939).
- Житловий будинок на розі вулиць Чупринки, Горбачевського, Котляревського (1957).
- Відновлення центральної бані церкви василіянського монастиря в Червонограді (1959).[3]
- Участь у реставрації низки храмів у Львові. Це домініканський та єзуїтський костели, дзвіниця вірменського собору, вежа Корнякта, церкви Успенська (1974) та Онуфріївська.
- Реставрація низки культових споруд за межами Львова. Синагога у Бродах (1957), костел у Підгірцях (1957), костел в Олеську (1958), монастир василіян у Червонограді (1959), монастир капуцинів в Олеську (1961).
- Реставрація Олеського (1960—1963), Невицького, Мукачівського (1968) замків.
- Реставрація дерев'яної дзвіниці в Ясениці Замковій (1970, спільно з Іваном Могитичем).[3]
- Проєкт реставрації церкви святого Миколая в Сокалі. Створений 1970 року спільно Валентиною Пашиною. Реалізований під наглядом Пашиної у 1971—1974 роках.[3][4]
- Нереалізований проект корпусу обласного туберкульозного санаторію в Підгірцях (1964).
- Реставрація церкви Пресвятої Трійці у Щирці (1955—1956, 1976—1977).[5]
- Реставрація Свірзького замку (1975—1983, спільно з Є. Соболевським). Відновлено білокам'яні портали у проїзді головної вежі, перекладено сходи і бордюри, замінено перекриття гоподарських споруд.[5]

## Вшанування
Згідно з ухвалою Львівської міської ради від 4 липня 2024 року вулицю Олександра Карпінського перейменовано на вулицю Старосольських.